# 尹晓岚
尹晓岚（英語：Sara Yun），韩裔美国外交官，曾任美国驻沈阳总领事。曾任美国国务院东亚和太平洋事务局高级顾问，美国国家安全委员会与白宫国家经济委员会全球经济参与主任等职务。

## 生平
尹晓岚曾在20世纪90年代前往北京上学。